# Eccellenza Umbria 2018-2019
Il campionato italiano di calcio di Eccellenza regionale 2018-2019 è il ventottesimo organizzato in Italia. Rappresenta il quinto livello del calcio italiano ed il maggiore in ambito regionale.
Questo è il girone unico organizzato dal Comitato Regionale dell'Umbria.

## Stagione

### Aggiornamenti
Fusione:
- Subasio (Eccellenza Umbria) ed Assisi (Promozione Umbria girone B) in Assisi Subasio (Eccellenza Umbria).

Cambio di denominazione:
- da Voluntas Spoleto a Spoleto.

## Squadre partecipanti
| Club                        | Città                                   | Stadio                     | Stagione 2017-2018                                |
| --------------------------- | --------------------------------------- | -------------------------- | ------------------------------------------------- |
| Angelana                    | Santa Maria degli Angeli di Assisi (PG) | Stadio Giuseppe Migaghelli | 5° in Eccellenza Umbria                           |
| Assisi Subasio              | Assisi (PG)                             | Stadio Enzo Boccacci       | 4° in Eccellenza Umbria                           |
| Castel del Piano            | Castel del Piano di Perugia             | Stadio Liborio Menicucci   | 13° in Eccellenza Umbria, salvo dopo il play out  |
| Ducato                      | San Giacomo di Spoleto (PG)             | Stadio Marco Capitini      | 2° in Promozione Umbria/B, promossa dopo play off |
| Ellera                      | Ellera di Corciano (PG)                 | Stadio Gianfranco Fioroni  | 4° in Promozione Umbria/A, ripescata              |
| Foligno                     | Foligno (PG)                            | Stadio Enzo Blasone        | 1° in Promozione Umbria/A, promosso               |
| Lama                        | Lama di San Giustino (PG)               | Stadio Polchi-Laurenzi     | 10° in Eccellenza Umbria                          |
| Massa Martana               | Massa Martana (PG)                      | Stadio Comunale            | 12° in Eccellenza Umbria, salvo dopo il play out  |
| Narnese                     | Narni (TR)                              | Stadio Moreno Gubbiotti    | 6° in Eccellenza Umbria                           |
| Orvietana                   | Orvieto (TR)                            | Stadio Luigi Muzi          | 11° in Eccellenza Umbria                          |
| Pievese                     | Città della Pieve (PG)                  | Stadio Serenella Baglioni  | 3° in Promozione Umbria/A, ripescata              |
| Pontevalleceppi             | Ponte Valleceppi di Perugia             | Stadio Giuliano Borgioni   | 7° in Eccellenza Umbria                           |
| Pontevecchio                | Ponte San Giovanni di Perugia           | Stadio degli Ornari        | 1° in Promozione Umbria/A, promossa               |
| San Sisto                   | San Sisto di Perugia                    | Stadio Comunale            | 3° in Eccellenza Umbria                           |
| Spoleto                     | Spoleto (PG)                            | Stadio Comunale            | 8° in Eccellenza Umbria                           |
| Vivi Altotevere Sansepolcro | Sansepolcro (AR)                        | Stadio Buitoni             | 18° in Serie D/D, retrocessa                      |

## Classifica finale
|  | Pos. | Squadra                     | Pt | G  | V  | N  | P  | GF | GS | DR  |
|  | ---- | --------------------------- | -- | -- | -- | -- | -- | -- | -- | --- |
|  | 1.   | Foligno                     | 63 | 30 | 18 | 9  | 3  | 65 | 24 | +41 |
|  | 2.   | Lama                        | 55 | 30 | 14 | 13 | 3  | 48 | 28 | +20 |
|  | 3.   | Vivi Altotevere Sansepolcro | 50 | 30 | 12 | 14 | 4  | 54 | 39 | +15 |
|  | 4.   | San Sisto                   | 49 | 30 | 11 | 16 | 3  | 30 | 19 | +11 |
|  | 5.   | Narnese                     | 41 | 30 | 10 | 11 | 9  | 32 | 37 | -5  |
|  | 6.   | Orvietana                   | 38 | 30 | 8  | 14 | 8  | 36 | 36 | 0   |
|  | 7.   | Ducato                      | 38 | 30 | 9  | 11 | 10 | 41 | 51 | -10 |
|  | 8.   | Castel del Piano            | 38 | 30 | 9  | 11 | 10 | 35 | 34 | +1  |
|  | 9.   | Spoleto                     | 37 | 30 | 10 | 7  | 13 | 39 | 44 | -5  |
|  | 10.  | Pontevalleceppi             | 36 | 30 | 8  | 12 | 10 | 37 | 43 | -6  |
|  | 11.  | Assisi Subasio              | 36 | 30 | 9  | 9  | 12 | 27 | 38 | -11 |
|  | 12.  | Angelana                    | 35 | 30 | 8  | 11 | 11 | 32 | 31 | +1  |
|  | 13.  | Massa Martana               | 34 | 30 | 9  | 7  | 14 | 44 | 53 | -9  |
|  | 14.  | Ellera                      | 34 | 30 | 8  | 10 | 12 | 43 | 42 | +1  |
|  | 15.  | Pontevecchio                | 28 | 30 | 6  | 10 | 14 | 25 | 41 | -16 |
|  | 16.  | Pievese                     | 23 | 30 | 6  | 5  | 19 | 27 | 55 | -28 |

Legenda:

      Promossa in Serie D 2019-2020.
      Ammessa ai play-off nazionali.
 Ammesse ai play-off o ai play-out.
      Retrocessa in Promozione Umbria 2019-2020.
Regolamento:

Tre punti a vittoria, uno a pareggio, zero a sconfitta.
In caso di pari merito per assegnare il 1º posto (promozione diretta) ed il 16º posto (retrocessione diretta) viene disputata una gara di spareggio in campo neutro.
In caso di arrivo di due o più squadre a pari punti, la graduatoria verrà stilata secondo la classifica avulsa tra le squadre interessate, che prevede in ordine i seguenti criteri: 
- Punti negli scontri diretti
- Differenza reti negli scontri diretti
- Differenza reti generale
- Reti realizzate in generale
- Sorteggio

Nei play off e nei play out vige il criterio dei 9 punti di distacco, soglia al di sopra della quale, la sfida non viene disputata e la squadra meglio classificata, a seconda dei casi, o accede alla fase successiva oppure ottiene la salvezza.

## Risultati

### Tabellone
Ogni riga indica i risultati casalinghi della squadra segnata a inizio della riga, contro le squadre segnate colonna per colonna (che invece avranno giocato l'incontro in trasferta). Al contrario, leggendo la colonna di una squadra si avranno i risultati ottenuti dalla stessa in trasferta, contro le squadre segnate in ogni riga, che invece avranno giocato l'incontro in casa.
|                             | ANG  | ASS  | CAS  | DUC  | ELL  | FOL  | LAM  | MAS  | NAR  | ORV  | PIE  | PVC  | PVE  | SAN  | SPO  | VAS  |
| --------------------------- | ---- | ---- | ---- | ---- | ---- | ---- | ---- | ---- | ---- | ---- | ---- | ---- | ---- | ---- | ---- | ---- |
| Angelana                    | –––– | 1-1  | 2-1  | 0-1  | 2-1  | 1-3  | 1-1  | 1-2  | 0-1  | 0-0  | 2-0  | 1-1  | 2-3  | 0-0  | 4-1  | 1-0  |
| Assisi Subasio              | 0-2  | –––– | 1-0  | 1-0  | 2-1  | 1-2  | 1-1  | 0-2  | 0-0  | 2-1  | 1-0  | 0-0  | 0-0  | 2-1  | 0-2  | 0-0  |
| Castel del Piano            | 0-3  | 2-0  | –––– | 2-4  | 0-0  | 0-1  | 0-1  | 0-0  | 1-1  | 0-1  | 2-2  | 1-1  | 2-1  | 0-0  | 3-1  | 1-1  |
| Ducato                      | 0-0  | 3-0  | 1-2  | –––– | 2-1  | 0-3  | 2-4  | 1-2  | 1-1  | 2-2  | 2-1  | 1-1  | 1-0  | 1-0  | 1-0  | 0-2  |
| Ellera                      | 2-2  | 3-2  | 1-1  | 5-2  | –––– | 0-4  | 0-0  | 1-2  | 2-2  | 1-1  | 0-1  | 1-2  | 3-0  | 3-0  | 2-1  | 2-2  |
| Foligno                     | 1-1  | 1-0  | 1-0  | 7-0  | 2-1  | –––– | 0-0  | 2-1  | 3-2  | 0-0  | 4-1  | 1-1  | 2-0  | 0-0  | 5-1  | 3-0  |
| Lama                        | 1-0  | 1-1  | 2-1  | 2-1  | 2-0  | 1-1  | –––– | 2-2  | 4-1  | 1-1  | 3-0  | 2-1  | 2-2  | 2-3  | 0-2  | 1-1  |
| Massa Martana               | 3-1  | 2-3  | 1-2  | 1-1  | 3-2  | 2-3  | 2-3  | –––– | 2-0  | 3-4  | 2-1  | 2-2  | 2-0  | 0-2  | 1-1  | 2-6  |
| Narnese                     | 0-1  | 3-0  | 1-3  | 2-1  | 0-0  | 2-1  | 0-2  | 2-1  | –––– | 1-0  | 1-0  | 1-0  | 1-1  | 1-1  | 2-1  | 2-4  |
| Orvietana                   | 2-1  | 1-1  | 1-1  | 2-2  | 0-1  | 2-1  | 1-1  | 3-0  | 2-0  | –––– | 4-0  | 1-1  | 0-2  | 1-1  | 2-2  | 1-3  |
| Pievese                     | 1-1  | 3-2  | 0-3  | 1-2  | 2-2  | 1-2  | 1-3  | 1-0  | 1-1  | 0-1  | –––– | 1-1  | 2-1  | 0-2  | 0-1  | 1-2  |
| Pontevalleceppi             | 0-0  | 1-0  | 0-1  | 2-2  | 0-3  | 2-9  | 0-2  | 1-0  | 3-1  | 3-0  | 5-2  | –––– | 2-1  | 0-1  | 1-3  | 1-2  |
| Pontevecchio                | 1-1  | 0-2  | 2-2  | 0-0  | 1-3  | 1-1  | 1-0  | 1-1  | 0-1  | 2-0  | 0-3  | 2-1  | –––– | 0-1  | 0-3  | 1-1  |
| San Sisto                   | 1-0  | 0-0  | 1-0  | 2-2  | 2-1  | 0-0  | 1-1  | 3-0  | 0-0  | 0-0  | 2-0  | 0-0  | 1-1  | –––– | 1-1  | 1-1  |
| Spoleto                     | 2-1  | 1-2  | 1-2  | 2-2  | 0-0  | 2-1  | 1-3  | 2-1  | 1-1  | 2-0  | 0-1  | 1-3  | 0-1  | 0-0  | –––– | 2-1  |
| Vivi Altotevere Sansepolcro | 1-0  | 4-2  | 2-2  | 3-3  | 2-1  | 1-1  | 0-0  | 2-2  | 1-1  | 2-2  | 3-0  | 1-1  | 1-0  | 2-3  | 3-2  | –––– |

## Spareggi

### Play-off
La seconda classificata è stata ammessa direttamente in finale per aver inflitto alla quinta classificata un distacco in classifica superiore ai 9 punti.

#### Tabellone
|  | Semifinali | Semifinali             | Semifinali |                  |   | Finale | Finale | Finale |  |
|  |            |                        |            |                  |   |        |        |        |  |
|  | 2          | Lama                   |            |                  |   |        |        |        |  |
|  | 2          | Lama                   |            |                  |   |        |        |        |  |
|  |            |                        |            |                  |   |        |        |        |  |
|  |            | 2                      | Lama       | 2                |   |        |        |        |  |
|  |            |                        |            | 2                |   |        |        |        |  |
|  |            |                        | 3          | V.A. Sansepolcro | 1 |        |        |        |  |
|  | 3          | V.A. Sansepolcro (dts) | 3          | V.A. Sansepolcro | 1 | 0      |        |        |  |
|  | 3          | V.A. Sansepolcro (dts) |            |                  |   |        |        |        |  |
|  | 4          | San Sisto              | 0          |                  |   |        |        |        |  |

#### Semifinale
|                  | Risultati |           | Luogo e data               |
| ---------------- | --------- | --------- | -------------------------- |
| V.A. Sansepolcro | 0-0 (dts) | San Sisto | Sansepolcro, 5 maggio 2019 |
|                  |           |           |                            |

#### Finale
|      | Risultati |                  | Luogo e data                         |
| ---- | --------- | ---------------- | ------------------------------------ |
| Lama | 2-1       | V.A. Sansepolcro | Lama di San Giustino, 12 maggio 2019 |
|      |           |                  |                                      |

### Play-out
|               | Risultati |              | Luogo e data                            |
| ------------- | --------- | ------------ | --------------------------------------- |
| Angelana      | 3-2 (dts) | Pontevecchio | Santa Maria degli Angeli, 5 maggio 2019 |
| Massa Martana | 0-1       | Ellera       | Massa Martana, 5 maggio 2019            |
|               |           |              |                                         |